# Rudunki Szczytnickie
Rudunki Szczytnickie – część wsi Bronibór w Polsce, położona w województwie wielkopolskim, w powiecie kaliskim, w gminie Szczytniki.
W latach 1975–1998 Rudunki Szczytnickie należały administracyjnie do województwa kaliskiego.